# 中国驻黎巴嫩大使列表
本列表为中華民國和中華人民共和國驻黎巴嫩历任大使名录。

## 历任中国驻黎巴嫩大使

### 中华民国驻黎巴嫩公使（1954年－1957年）
中华民国于1954年起派遣驻黎巴嫩公使。1957年10月19日，驻黎巴嫩公使馆升格为大使馆。
| 姓名   | 任命           | 到任          | 递交国书     | 免职           | 离任 | 外交衔级 | 外交职务     | 备注     | 备注 |
| ------ | -------------- | ------------- | ------------ | -------------- | ---- | -------- | ------------ | -------- | ---- |
| 王季征 | 1954年11月11日 | 1955年2月24日 | 1955年3月4日 | 1957年10月19日 |      | 公使     | 特命全权公使 | 升任大使 |      |

### 中华民国驻黎巴嫩大使（1957年－1971年）
1957年10月19日，中华民国驻黎巴嫩公使馆升格为大使馆后，原公使王季征升格为大使。1971年11月9日，中华民国与黎巴嫩断交。
| 姓名   | 任命           | 到任           | 递交国书       | 免职          | 离任          | 外交衔级 | 外交职务     | 备注 | 备注 |
| ------ | -------------- | -------------- | -------------- | ------------- | ------------- | -------- | ------------ | ---- | ---- |
| 王季征 | 1957年10月19日 | 1957年10月19日 | 1957年10月25日 | 1962年2月10日 | 1962年2月2日  | 大使     | 特命全权大使 |      |      |
| 缪培基 | 1962年2月10日  | 1962年4月18日  | 1962年5月11日  |               | 1972年1月10日 | 大使     | 特命全权大使 |      |      |

### 附：中华人民共和国驻黎巴嫩商务代表（1956年－1960年）
1955年12月31日，中黎两国达成互设商务代表处的协议。1960年，中国政府关闭驻黎巴嫩商务代表处。
| 姓名   | 任命           | 到任      | 免职 | 离任   | 职务     | 备注 | 备注 |
| ------ | -------------- | --------- | ---- | ------ | -------- | ---- | ---- |
| 王烈望 | 1956年10月10日 | 1956年9月 |      | 1960年 | 商务代表 |      |      |

### 中华人民共和国驻黎巴嫩大使（1972年至今）
1971年11月9日，中华人民共和国与黎巴嫩建交，于1972年开始派遣驻黎巴嫩大使。
| 姓名   | 任命           | 任命           | 到任           | 递交国书       | 免职           | 免职           | 离任          | 外交衔级 | 外交职务     | 备注     |
| 姓名   | 全国人大常委会 | 主席           | 到任           | 递交国书       | 全国人大常委会 | 主席           | 离任          | 外交衔级 | 外交职务     | 备注     |
| ------ | -------------- | -------------- | -------------- | -------------- | -------------- | -------------- | ------------- | -------- | ------------ | -------- |
| 李德华 | 不適用         | 不適用         | 1972年1月22日  | 1972年1月28日  | 不適用         | 不適用         | 1972年3月18日 |          | 临时代办     | 筹备开馆 |
| 徐明   | 不適用         | 不適用         | 1972年3月18日  | 1972年3月28日  | 1979年2月23日  | 不適用         | 1978年9月15日 | 大使     | 特命全权大使 |          |
| 许文益 | 1979年2月23日  | 不適用         | 1979年4月      | 1979年4月24日  | 1982年3月8日   | 不適用         | 1981年4月     | 大使     | 特命全权大使 |          |
| 章曙   | 1982年3月8日   | 不適用         | 未到任         | 不適用         | 不適用         | 不適用         | 不適用        | 大使     | 特命全权大使 |          |
| 于梦欣 | 1982年8月23日  | 不適用         | 1982年12月11日 | 1982年12月31日 | 1985年3月21日  | 1985年8月21日  | 1985年5月28日 | 大使     | 特命全权大使 |          |
| 吴顺豫 | 1985年3月21日  | 1985年8月21日  | 1985年8月      | 1985年9月19日  | 1988年1月21日  | 1988年4月19日  | 1988年3月     | 大使     | 特命全权大使 |          |
| 杨一怀 | 1988年1月21日  | 1988年4月19日  | 1988年4月      | 1988年6月21日  | 1992年2月25日  | 1992年6月11日  | 1992年5月     | 大使     | 特命全权大使 |          |
| 朱培庆 | 1992年2月25日  | 1992年6月11日  | 1992年6月      | 1992年7月15日  | 1996年7月5日   | 1996年11月12日 | 1996年10月    | 大使     | 特命全权大使 |          |
| 安惠侯 | 1996年7月5日   | 1996年11月12日 | 1996年10月25日 | 1996年11月15日 | 1998年11月4日  | 1999年3月12日  | 1998年12月    | 大使     | 特命全权大使 |          |
| 刘振堂 | 1998年12月29日 | 1999年3月12日  | 1999年3月      | 1999年4月13日  | 2002年6月29日  | 2002年10月11日 | 2002年8月     | 大使     | 特命全权大使 |          |
| 刘向华 | 2002年6月29日  | 2002年10月11日 | 2002年9月      | 2002年9月26日  | 2006年6月29日  | 2007年3月9日   | 2006年11月    | 大使     | 特命全权大使 |          |
| 刘志明 | 2006年6月29日  | 2007年3月9日   | 2006年11月23日 | 2006年12月27日 | 2010年6月25日  | 2011年1月12日  | 2010年12月    | 大使     | 特命全权大使 |          |
| 吴泽献 | 2010年6月25日  | 2011年1月12日  | 2011年1月16日  | 2011年2月28日  | 2012年8月31日  | 2013年4月22日  | 2013年3月     | 大使     | 特命全权大使 |          |
| 姜江   | 2012年8月31日  | 2013年4月22日  | 2013年4月30日  | 2013年5月10日  | 2016年2月26日  | 2016年9月7日   | 2016年5月     | 大使     | 特命全权大使 |          |
| 王克俭 | 2016年4月28日  | 2016年9月7日   | 2016年8月25日  | 2016年12月1日  | 2021年2月28日  | 2021年7月6日   | 2021年4月     | 大使     | 特命全权大使 |          |
| 钱敏坚 | 2021年2月28日  | 2021年7月6日   | 2021年5月15日  | 2021年6月9日   |                | 2025年7月11日  | 2025年6月     | 大使     | 特命全权大使 |          |
| 陈传东 |                | 2025年7月11日  | 2025年6月29日  |                | 现任           |                |               | 大使     | 特命全权大使 |          |